# Chicauma
 (juin 2017).
Si vous disposez d'ouvrages ou d'articles de référence ou si vous connaissez des sites web de qualité traitant du thème abordé ici, merci de compléter l'article en donnant les références utiles à sa vérifiabilité et en les liant à la section « Notes et références ».
Chicauma, également connue sous les noms Altos de Chicauma et sierra de Chicauma, est une chaîne de montagnes dans le Centre du Chili. L'endroit est connu comme étant le lieu de l'écrasement d'un grand météore noté dans un rapport de 1916. Une partie de la chaîne fait partie du parc national La Campana.